# Етуван
Етуван (фр. Etouvans) насеље је и општина у источној Француској у региону Франш-Конте, у департману Ду која припада префектури Монбелијар.
По подацима из 2011. године у општини је живело 759 становника, а густина насељености је износила 115,7 становника/km². Општина се простире на површини од 6,56 km². Налази се на средњој надморској висини од 404 метара (максималној 476 m, а минималној 301 m).

## Демографија
| 1962. | 1968. | 1975. | 1982. | 1990. | 1999. | 2011. |
| ----- | ----- | ----- | ----- | ----- | ----- | ----- |
| 563   | 624   | 746   | 891   | 760   | 721   | 759   |

График промене броја становника у току последњих година